# Vicekraljevstvo Nova Španjolska
Vicekraljevstvo Nova Španjolska (špa. Virreinato de Nueva España) je bila španjolska kolonija u Americi koja je postojala između 1535. i 1820. godine. Ovo vicekraljevstvo je obuhvatalo teritorije današnjih država Arizone, Kalifornije, Kolorada, Sjeverne Dakote, Južna Dakota, Montana, Nevade, Novog Meksika, Teksasa, Oklahome, Wyominga i Utaha u SAD-u, kao i teritorije do Gvatemale u Srednjoj Americi, pod čijom su jurisdikcijom bile i Generalne kapetanije Kube i Gvatemale, kao i teritorije Floride, Louisiane i Nutke, s glavnim gradom Meksikom.
Nova Španjolska nije imala pod svojom upravom samo ove teritorije, nego i arhipelag Filipine u Aziji i nekoliko manjih otoka u Oceaniji, kao što je Guam.
Nakon poraza koji su Španjolcima nanijele trupe Agustina de Iturbidea i Visentea Gerera (Vicente Guerrero), cjelokupna teritorija vicekraljevstva je stekla neovisnost. Vicekraljevstvo Nova Španjolska je neposredna povijesna prethodnica iz koje je nastao današnji Meksiko.